# 吕菲亚克
吕菲亚克（法語：Ruffiac，法語發音：[ʁyfjak]）是法国莫尔比昂省的一个市镇，属于瓦讷区。

## 地理
吕菲亚克（47°49'5"N, 2°16'56"W）面积36.47 平方千米，位于法国布列塔尼大區莫尔比昂省，该省份为法国西北部沿海省份，位于布列塔尼半岛南部，北起阿摩尔滨海省、西接菲尼斯泰尔省，南濒大西洋，东南接大西洋卢瓦尔省，东临伊勒-维莱讷省。
与吕菲亚克接壤的市镇（或旧市镇、城区）包括：卡罗、雷米尼亚克、特雷阿勒、圣尼古拉迪泰特尔、乌斯特河畔圣马丹、乌斯特河畔圣洛朗、米西里亚克。

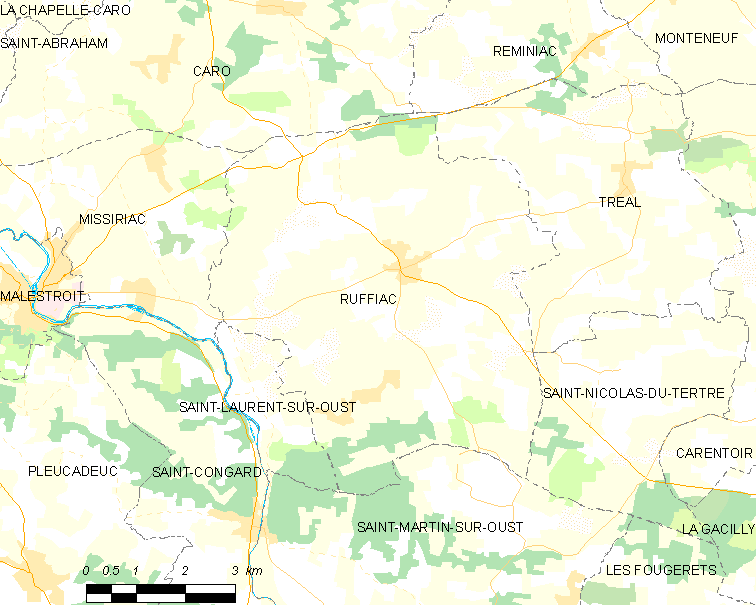
吕菲亚克的OSM定位图

吕菲亚克的时区为UTC+01:00、UTC+02:00（夏令时）。

## 行政
吕菲亚克的邮政编码为56140，INSEE市镇编码为56200。

## 政治
吕菲亚克所属的省级选区为莫雷阿克县。

## 人口

1962-2008年间吕菲亚克人口变化图示

吕菲亚克于2022年1月1日时的人口数量为1396人。